# Svétloie Ózero
Svétloie Ózero (en rus: Светлое Озеро) és un poble de l'óblast de Saràtov, a Rússia, segons el cens del 2010 tenia 197 habitants. Pertany al districte municipal d'Ozinki.